# Читальня
Чита́льня — сільська культурно-освітня установа, найнижча ланка українських просвітніх організацій.
Перша читальня була заснована в місті Коломиї у 1848 році під час революції 1848—49 років в Австрійській імперії.
Читальні масово почали відкриватися в Галичині з 1876 року, на підставі відповідного закону Австрійської держави (найчастіше під назвою «Руська читальня»). Вони прилучали селян до культурної та господарської праці. При читальнях нерідко діяли допомогові каси, драматичні гуртки, хори, бібліотеки спільного користування. Особливо розвинулася мережа читалень у 1890-х роках, коли наймасовіші галицькі культурно-просвітні товариства «Просвіта» і «Общество им. Качковского» згідно із затвердженими владою статутами перетворилися на триступеневі організації (централя — філія — читальня). Читальні присвоювали назву товариства і надавали можливість придбавати щомісячні його видання на правах колективного члена. Часом сільські читальні були колективними членами кількох товариств. Напередодні Першої світової війни галицькі товариства відкривали читальні на Лемківщині та Буковині. Згідно із щорічними звітами, у 1910 році «Просвіта» налічувала 2355 читалень, а «Общество им. Качковского» — 1225.
Читальні згуртовували широкі селянські маси, сприяли формуванню національної свідомості, залучали українське населення до національно-визвольного руху. Після революції 1905—07 читальні відкривалися у селах Наддніпрянської України як осередки «Просвіти». Із встановленням радянської влади вони були заборонені, а новостворені культурно-освітні центри діяли під назвою «хата-читальня».
«Читальня» — культурно-просвітницький двотижневик (Львів, 1894—96) за редакцією видавця Й. Ярембецького, І. Бачинського, К. Паньковського